# Eulalia pacifica
Eulalia pacifica är en ringmaskart som först beskrevs av Imajima 1964.  Eulalia pacifica ingår i släktet Eulalia och familjen Phyllodocidae. Inga underarter finns listade i Catalogue of Life.